# Église Saint-Gervais-et-Saint-Protais de Saconin
L'église Saint-Gervais-et-Saint-Protais est une église située à Saconin-et-Breuil, en France.

## Localisation
L'église est située sur la commune de Saconin-et-Breuil, dans le département de l'Aisne.

## Historique
Le monument est classé au titre des monuments historiques en 1921.